# Muscisaxicola flavinucha
La dormilona fraile (en Argentina y Chile) (Muscisaxicola flavinucha), también denominada dormilona de nuca amarilla (en Argentina y Bolivia) o dormilona de nuca ocrácea (en Perú) es una especie de ave paseriforme de la familia Tyrannidae perteneciente al género Muscisaxicola. Es nativa de regiones andinas y adyacentes del oeste y sur de América del Sur.

## Distribución y hábitat

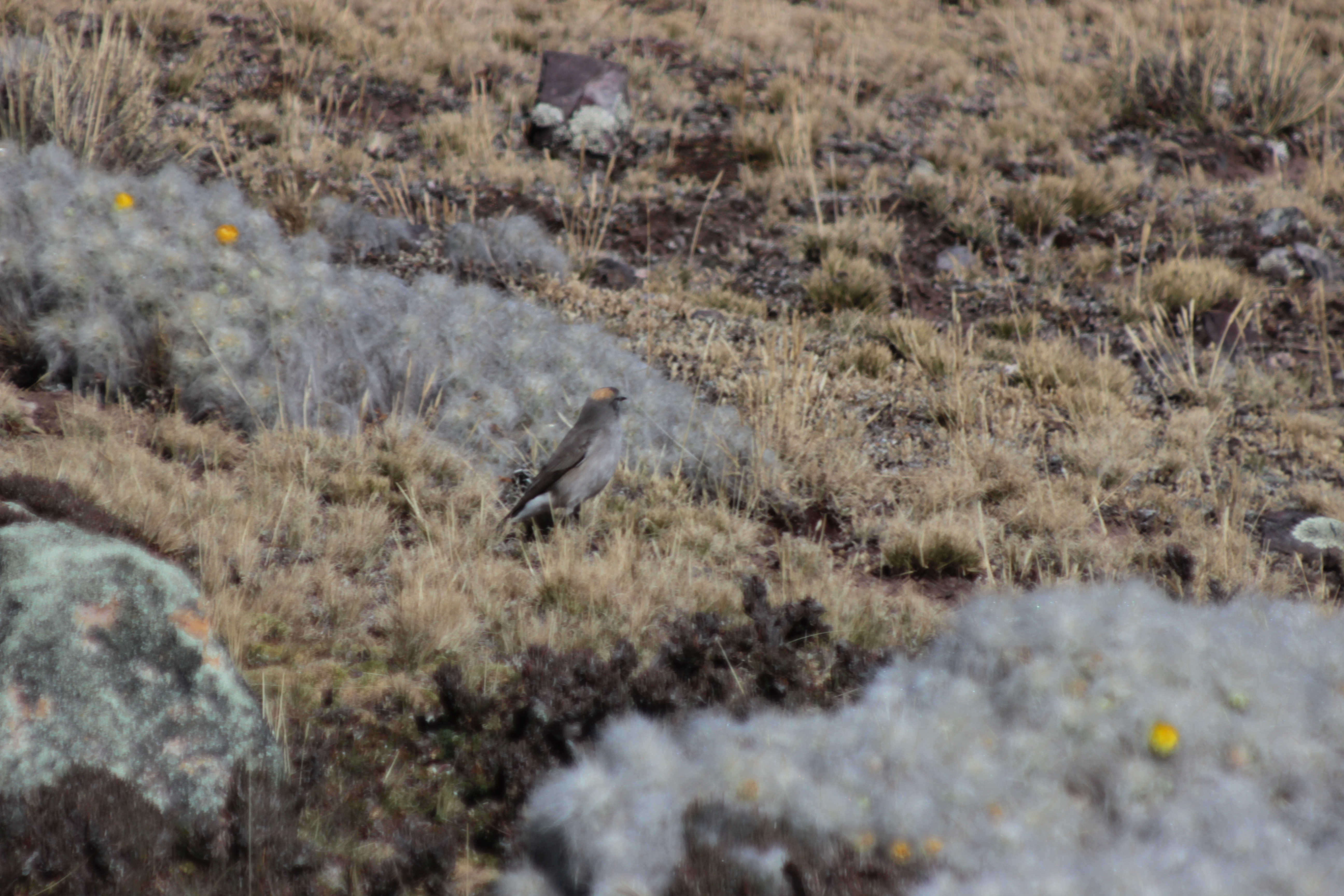
Un ejemplar de esta especie en su hábitat típico, en Junín, Perú.

Nidifica desde el norte de Chile y oeste de Argentina hacia el sur hasta Tierra del Fuego; en los inviernos australes, después de la reproducción, migra hacia el norte, ocupando el noroeste de Argentina, extremo norte de Chile, oeste de Bolivia, llegando hasta el norte de Perú.
Esta especie es considerada poco común en sus hábitats naturales: las áreas semiáridas abiertas, de pastos cortos, pedregosas; también en laderas abiertas rocosas o en barrancos, cerca de aguadas, en altitudes comprendidas principalmente entre los 3000 y 4500 m s. n. m., más bajo hacia el sur entre 500 y 1000 m durante la nidificación, cuando es más numerosa. Puede llegar hasta el nivel del mar, como en el sur de Chile, cuando el tiempo es más inclemente.

## Descripción
Mide 20 cm de longitud. Cabeza gris, notoria mancha amarilla entre la corona y la nuca (ausente en los inmaduros). Dorso gris, oscureciéndose hacia el lomo, supracaudales negras. Partes inferiores blanquecinas, más grisáceo hacia el vientre y algo rufo hacia los flancos inferiores. Primarias negruzcas con pequeñas manchas blancas en las puntas; cobertoras grises bordeadas de blanco. Cola negruzca con barbas de las rectrizes laterales claras. Pico y patas negros.

## Comportamiento

### Alimentación
Generalmente busca alimento solitario o en pareja, a veces en pequeños grupos. Se alimenta de insectos.

### Reproducción
Comienza a anidar entre octubre y noviembre pudiendo alargarse la época de postura hasta enero (tal vez una segunda postura). De costumbres muy cautelosas, hace su nido entre hoyos o grietas. Generalmente pone tres huevos, excepcionalmente dos o cuatro; los mismos son blancos con pintitas rojas y tienen un tamaño promedio de 24 x 18 mm.

## Sistemática

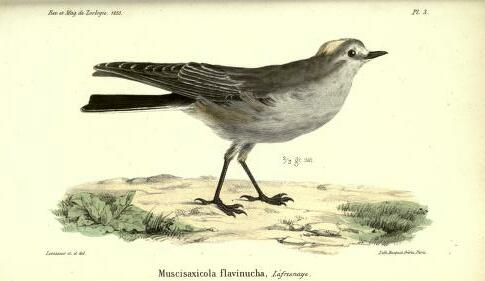
Muscisaxicola flavinucha, ilustración en Lafresnaye Revue et magasin de zoologie pure et appliquée, 1855.

### Descripción original
La especie M. flavinucha fue descrita por primera vez por el naturalista francés Frédéric de Lafresnaye en 1855 bajo el mismo nombre científico; la localidad tipo es «Chile».

### Etimología
El nombre genérico masculino «Muscisaxicola» es una combinación de los géneros Muscicapa y Saxicola, ambos del Viejo Mundo; y el nombre de la especie «flavinucha», se compone de las palabras del latín «flavus» que significa ‘amarillo’, ‘ocre’, y «nuchus» que significa ‘nuca’.

### Subespecies
Según las clasificaciones del Congreso Ornitológico Internacional (IOC) y Clements Checklist/eBird se reconocen dos subespecies, con su correspondiente distribución geográfica:
- Muscisaxicola flavinucha flavinucha Lafresnaye, 1855 - nidifica en el oeste de la Argentina (desde Mendoza hasta Santa Cruz), y en el norte y centro de Chile (Antofagasta hasta Colchagua). En el invierno migra hasta el norte de Perú.
- Muscisaxicola flavinucha brevirostris Olrog, 1949 - nidifica en el sur de la Argentina y Chile, por el sur hasta Tierra del Fuego.